# Club Deportivo Santa Clara
Club Deportivo Santa Clara   es un equipo profesional de fútbol de El Salvador, actualmente recién ascendido de las ADFAS a Tercera División de El Salvador, con sede principal en San Luis Talpa, La Paz.
El equipo se mantuvo en la Primera División de El Salvador entre 1997 y 2001.

## Máximos anotadores
- Emiliano Pedrozo (12 goles en el Torneo Clausura 1998/1999)[2]

## Jugadores notables
| El Salvador - Miguel Montes (1998–2000) - ((Gustavo Pacheco)) (1998-2000) Eric Acuña Jubis Contencion 1997/1998 salvadoreño/costarricense Juan José Gómez (1998–1999) - Selvin Zepeda (1998–2000) - Guillermo Morán (1997–1999) - Sergio Iván Muñoz - Amílcar Alvarado - Nelson Rojas - Jaime Medina - John Walter Araujo - Julio Santos Navarrete - Jaime Torres (1998–2000) | Argentina - Emiliano Pedrozo (1996–2000) Colombia - Edgar Montaño Honduras - Jorge Martínez Ogaldes Uruguay - Washington de la Cruz |

## Entrenadores
El Salvador
- Carlos Mejía
- Saúl Molina